# Xian de Jishui
Pour les articles homonymes, voir Jishui.
Le xian de Jishui (吉水县 ; pinyin : Jíshuǐ Xiàn) est un district administratif de la province du Jiangxi en Chine. Il est placé sous la juridiction de la ville-préfecture de Ji'an.

## Démographie
La population du district était de 482 636 habitants en 1999.